# 송암문화재단
송암문화재단은 선현의 문화유산을 보존, 계승하고 우수한 민족문화를 보급 선양하기 위하여 1989년 6월 19일 설립된 문화체육관광부 소관의 재단법인이다. 사무실은 종로구 수송동 46-15에 있다.

## 주요 업무
- 박물관, 미술관 운영
- 문화예술단체의 학술연구비 지원